# Trachelas contractus
Trachelas contractus är en spindelart som beskrevs av Norman I. Platnick och Mohammad U. Shadab 1974. Trachelas contractus ingår i släktet Trachelas och familjen flinkspindlar.
Artens utbredningsområde är Kuba. Inga underarter finns listade i Catalogue of Life.